# Giỗ Tổ Hùng Vương

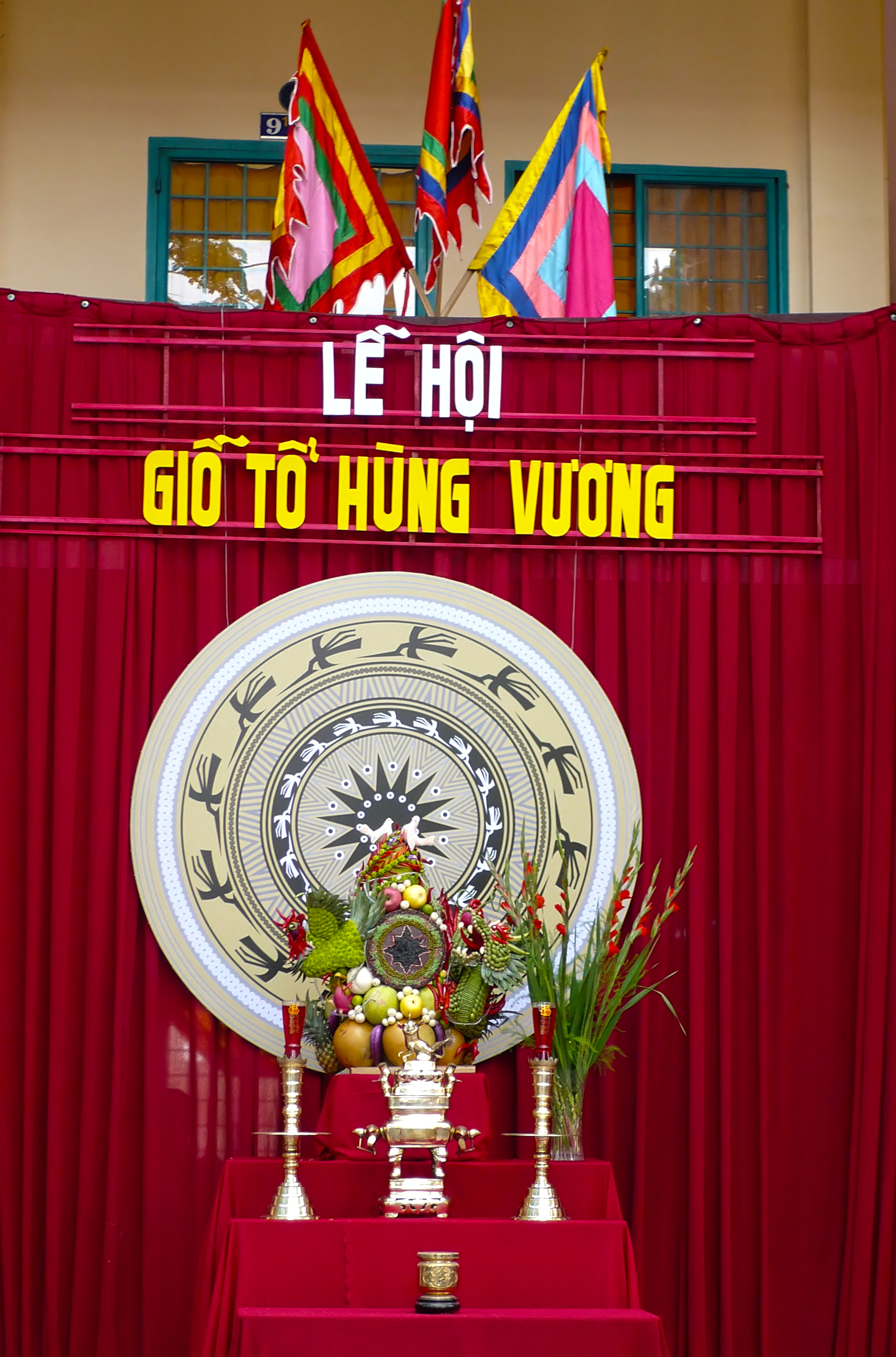
Bàn thờ Quốc tổ Hùng Vương của một trường học

Ngày Giỗ Tổ Hùng Vương hay còn gọi là Lễ hội Đền Hùng hoặc tôn xưng là ngày Quốc giỗ là một ngày lễ của Việt Nam. Đây là ngày hội truyền thống của Người Việt tưởng nhớ công lao dựng nước của Hùng Vương. Nghi lễ truyền thống được tổ chức hàng năm vào mùng 10 tháng 3 Âm lịch tại Đền Hùng ở thành phố Việt Trì, tỉnh Phú Thọ và được người dân Việt Nam trên toàn thế giới kỷ niệm và tôn kính. Tín ngưỡng thờ cúng Hùng Vương đã được Bộ Văn hóa, Thể thao và Du lịch Việt Nam ghi danh vào Danh mục di sản văn hóa phi vật thể quốc gia (đợt 1) và UNESCO công nhận là Di sản văn hóa phi vật thể.

## Lịch sử

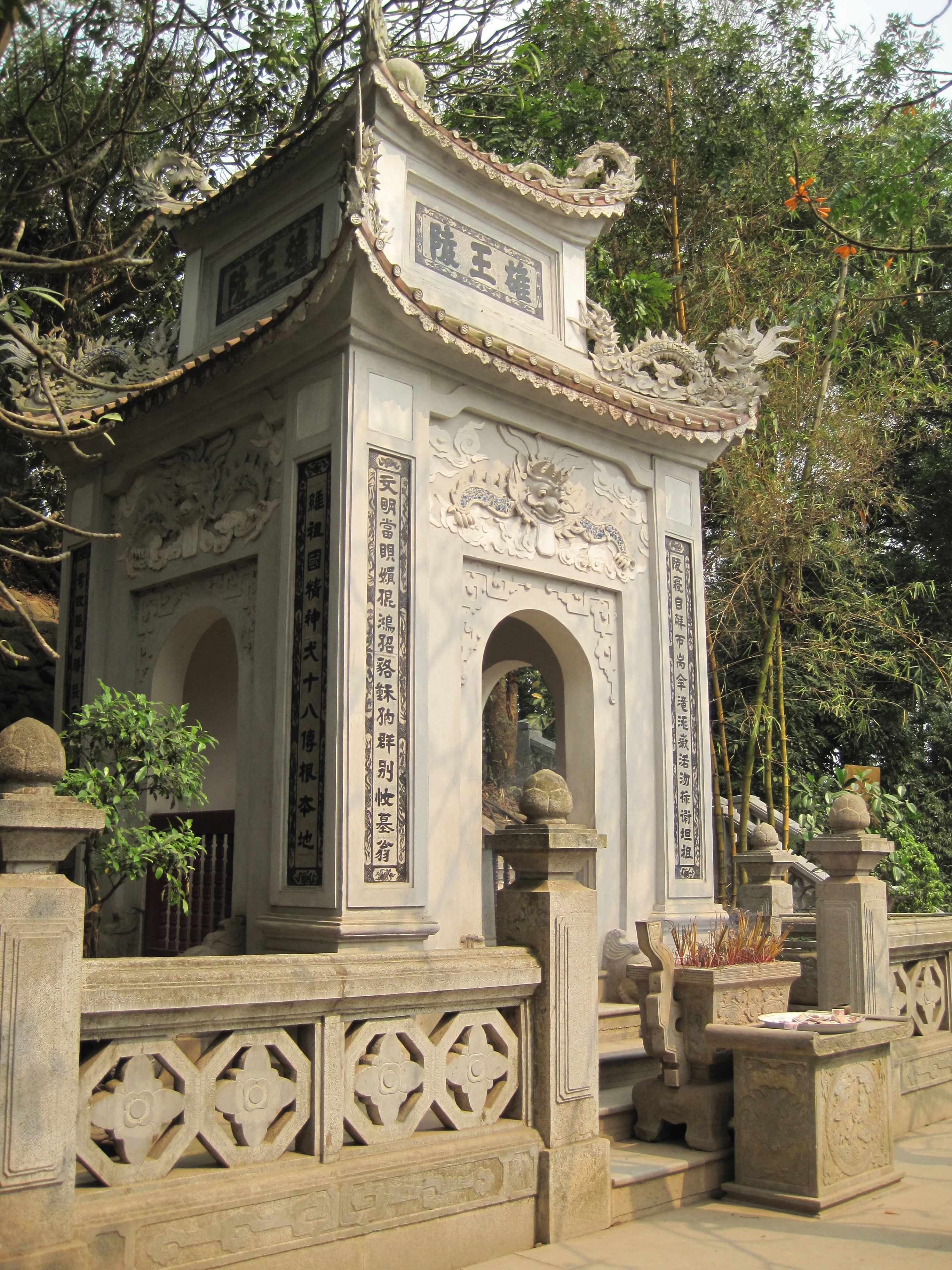
Lăng vua Hùng ở Phú Thọ

Theo Ngọc phả Hùng Vương chép thời Hồng Đức hậu Lê thì từ thời nhà Tiền Lê, nhà Lý, nhà Trần rồi đến Hậu Lê các vua và nhân dân địa phương đều đến lễ bái các vua Hùng. Từ thời xưa, các triều đại quân chủ và phong kiến Việt Nam đã quản lý Đền Hùng theo cách giao thẳng cho dân sở tại trông nom, sửa chữa, cúng bái, tổ chức ngày giỗ Hùng Vương thứ 18 vào ngày 11 tháng 3 âm lịch; đổi lại dân địa phương được triều đình miễn cho những khoản thuế ruộng cùng sưu dịch và sung vào lính.
Năm 1917, triều vua Khải Định, Bộ Lễ chính thức gửi công văn ghi ngày 25 tháng 7 phái quan hàng tỉnh của tỉnh Phú Thọ lấy ngày mồng 10 tháng 3 âm lịch thì cử hành "quốc tế" hàng năm, tức là sức cho các quan phải mặc phẩm phục lên đền Hùng thay mặt triều đình Huế cúng tế.
Bia Hùng Vương từ khảo tại đền Thượng do Tham tri, Hữu tuần phủ Phú Thọ là Bùi Ngọc Hoàn soạn, cho biết: "Năm Khải Định thứ hai, tức năm 1917 lịch dương, Tuần phủ Phú Thọ là Lê Trung Ngọc có công văn xin Bộ Lễ ấn định lấy ngày mồng 10 tháng 3 hàng năm làm ngày Quốc tế, tức trước ngày giỗ Hùng Vương thứ 18 một ngày, ngày 11 tháng 3, do dân sở tại cúng tế".  Đây cũng là cứ liệu xác tín nhất để xác định rõ ràng ngày lễ chính thức Giỗ Tổ Hùng Vương 10 tháng Ba âm lịch chỉ được ban hành từ hoàng triều Khải Định.
Ngày 10 tháng Ba từ đó được dùng cho toàn quốc. Sau khi nền cộng hòa thành lập, chính phủ Việt Nam Dân chủ Cộng hòa ra Sắc lệnh, xem ngày 10 tháng Ba là một trong những ngày lễ chính thức của quốc gia, các công chức được nghỉ lễ có hưởng lương. Trong lễ Giỗ Tổ năm Bính Tuất (ngày 11 tháng 4 năm 1946), Chủ tịch Hồ Chí Minh dự Lễ giỗ Tổ Hùng Vương tại Việt Nam học xá (nay là khu vực Trường Đại học bách khoa Hà Nội). Cũng trong ngày này, thừa ủy quyền Chủ tịch Chính phủ, Bộ trưởng Nội vụ Huỳnh Thúc Kháng thay mặt Chính phủ lên làm lễ dâng hương tại Đền Hùng, đã dâng 1 tấm bản đồ Tổ quốc Việt Nam và 1 thanh gươm quý nhằm tế cáo với Tổ tiên về đất nước đang bị Pháp xâm lăng và cầu mong Tổ tiên phù hộ cho quốc thái dân an, thiên hạ thái bình cùng nhau đoàn kết, đánh tan giặc xâm lược, bảo vệ toàn vẹn lãnh thổ của đất nước.
Quốc gia Việt Nam Cộng hòa tại Miền Nam Việt Nam cũng đã ghi nhận ngày 10 tháng Ba là ngày nghỉ lễ chính thức cho đến năm 1975.
Từ năm 2001, ngày giỗ tổ Hùng Vương trở thành quốc giỗ nước Việt Nam sau thời kỳ Đổi mới dù nét văn hóa và tín ngưỡng này không sâu đậm và phổ biến tại Nam Việt Nam.Từ năm 2007, ngày 10 tháng 3 Âm lịch hàng năm là ngày nghỉ lễ. Lễ hội đền Hùng những năm lẻ sẽ do tỉnh Phú Thọ đứng ra tổ chức. Các năm chẵn sẽ có quy mô ở các cấp trung ương. Lễ hội đền Hùng không chỉ diễn ra ở khu di tích lịch sử đền Hùng Phú Thọ mà sẽ diễn ra ở nhiều địa phương trong cả nước như Thành phố Hồ Chí Minh, Cần Thơ, Đà Nẵng.v.v.
Theo Nghị định 82/2001/NĐ-CP về việc quy ước lễ hội đền Hùng thì:
- "Năm chẵn" là số năm kỷ niệm có chữ số cuối cùng là "0", "năm tròn" là số năm kỷ niệm có chữ số cuối cùng là "5"; Trung ương, Bộ Văn hoá, Thể thao và Du lịch cùng Ủy ban nhân dân tỉnh Phú Thọ tổ chức Lễ hội; mời đại diện lãnh đạo Đảng Cộng sản Việt Nam, Nhà nước, Quốc hội, Chính phủ Việt Nam, Ủy ban Trung ương Mặt trận Tổ quốc Việt Nam và các đoàn thể dự lễ dâng hương.
- "Năm lẻ" là số năm kỷ niệm có các chữ số cuối cùng còn lại. Ủy ban nhân dân tỉnh Phú Thọ tổ chức lễ hội; mời lãnh đạo Bộ Văn hoá, Thể thao và Du lịch dự lễ dâng hương và tổ chức các hoạt động trong lễ hội.

UNESCO đã công nhận "Tín ngưỡng thờ cúng vua Hùng" là "kiệt tác truyền khẩu và phi vật thể nhân loại" vào ngày 6 tháng 12 năm 2012.
Trong dân gian Việt Nam có câu lục bát lưu truyền từ xa xưa:
Dù ai đi ngược về xuôi
Nhớ ngày Giỗ Tổ mồng mười tháng ba
Khắp miền truyền mãi câu ca
Nước non vẫn nước non nhà ngàn năm

## Các hoạt động văn hóa

### Lễ hội
Lễ hội diễn ra vào ngày 10 tháng 3 âm lịch, tuy nhiên lễ hội thực chất đã diễn ra từ hàng tuần trước đó và kết thúc vào ngày 10 tháng 3 âm lịch với lễ rước kiệu và dâng hương trên đền Thượng.
Có 2 lễ được cử hành cùng thời điểm ngày chính hội tại đền Hùng:
Lễ rước kiệu vua: Đám rước kiệu, nhiều màu sắc của rất nhiều cờ, hoa, lọng, kiệu, trang phục truyền thống xuất phát từ dưới chân núi rồi lần lượt qua các đền để tới đền Thượng nơi làm lễ dâng hương.
Lễ dâng hương: Người hành hương tới đền Hùng chủ yếu vì nhu cầu của đời sống tâm linh. Mỗi người đều thắp lên vài nén hương khi tới đất Tổ để nhờ làn khói thơm nói hộ những điều tâm niệm của mình với tổ tiên. Theo quan niệm của người Việt, mỗi nắm đất, gốc cây nơi đây đều linh thiêng và những gốc cây, hốc đá cắm đỏ những chân hương.
Phần hội có nhiều trò chơi dân gian. Đó là những cuộc thi hát xoan (tức hát ghẹo), một hình thức dân ca đặc biệt của Phú Thọ, những cuộc thi vật, thi kéo co, hay thi bơi trải ở ngã ba sông Bạch Hạc, nơi các vua Hùng luyện tập các đoàn thủy binh luyện chiến.

## Trang phục tế lễ

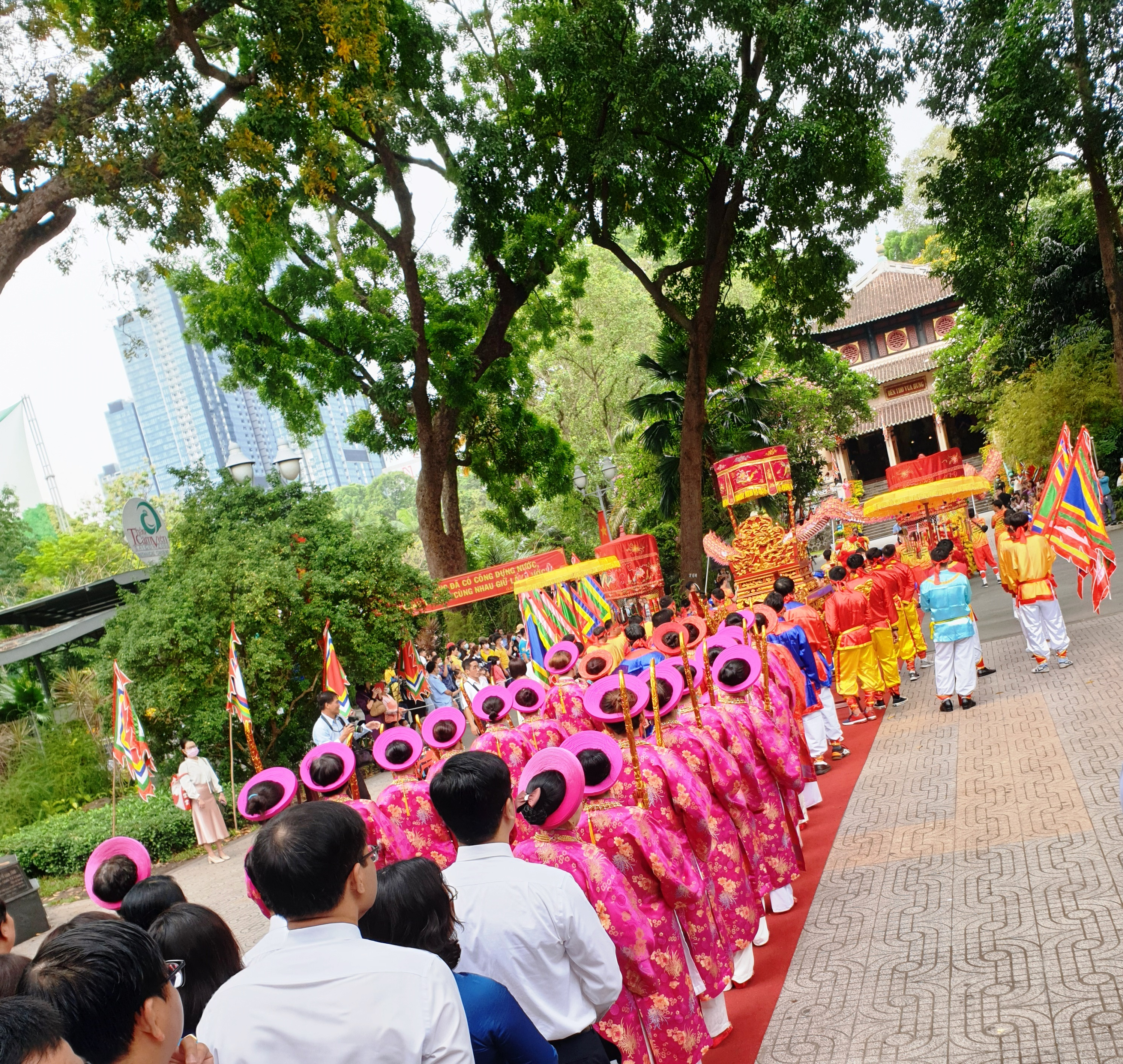
Hình ảnh trang phục tế lễ truyền thống

Bộ lễ phục được mặc trong lễ dâng hương (từ năm 2000 đến 2020) được thực hiện theo mẫu của họa sĩ Ngô Thu Nga - Viện mẫu thời trang Fadin.
"Bộ lễ phục được thiết kế gồm 3 lớp. Trong cùng là bộ quần áo ta may bằng lụa tơ tằm trắng, tiếp theo là lớp áo màu đỏ điều cũng may trên chất liệu tơ tằm và ngoài cùng là áo the đen để tăng thêm phần lịch sự kín đáo. Hoa văn khá đơn giản, ngoài hai con hạc được thêu bằng chỉ vàng trên cổ áo, họa tiết mặt trời hình trống đồng ở mặt trước khăn xếp đội đầu là hai điểm nổi bật nhất. Tuy đơn gin nhưng bộ lễ phục trên được đánh giá rất cao vì kiểu dáng áo quần vừa phù hợp với các lễ hội truyền thống nhưng cũng rất hiện đại với hai vạt phía trước được phủ hai lớp vải the với đường thẳng khỏe, khăn xếp, đội đầu cao 7cm và có nhiều vành xếp tạo được nét hiện đại, mới mẻ. Bộ lễ phục cũng được cải tiến, không dùng khuy cài áo mà dùng chất liệu dán vừa đẹp vừa tiện lợi." - lớp áo ngoài cùng sau này đều may bằng vải nhung.
Theo một số nhà nghiên cứu văn hóa:
- "Người thiết kế không am hiểu về văn hóa truyền thống, cách tân xấu. Phần thêu hoa văn trống đồng trên áo sử dụng kỹ thuật quá đơn giản trên nền áo đỏ. Chữ "CHỦ LỄ" được in vào chỗ bổ tử của trang phục chủ tế thiếu thẩm mỹ. Khăn đóng bị đội ngược."
- "Trang phục lai căng, không phải áo tấc cũng không phải ngũ thân."
- "Áo lễ tay dài rộng, khi đi đứng người mặc phải cung kính chắp tay phía trước, nếu thõng tay thì ống tay tụt xuống. Áo này may ngắn cho nên người mặc dễ dàng đứng thõng tay. Người thiết kế đã cải tiến nhưng vô tình làm cho công năng tay áo không còn nữa."
- "Bộ VHTTDL không có quy định sớm về các bộ trang phục cho "quốc giỗ" như này thì chết mất! Con cháu đời sau lên google học sử lại cứ tưởng trang phục này là chuẩn mực rồi".
- "Họ không hiểu kết cấu và vẻ đẹp của áo ngũ thân để phát triển. Tóm lại ông chủ lễ như khoác cái vỏ chăn trên người đứng lễ".
- "Không khác một bộ áo sân khấu may vội".

## Nghỉ lễ giỗ Tổ
Theo quy định tại Bộ luật Lao động năm 2019 cho phép người lao động được nghỉ 01 ngày vào dịp lễ Giỗ Tổ Hùng Vương. Cụ thể vào Mùng 10 tháng 3 Âm lịch hằng năm, người lao động sẽ được nghỉ làm nhưng vẫn được người sử dụng lao động trả lương vào ngày nghỉ này. Ngày nghỉ lễ Giỗ Tổ Hùng Vương là ngày nghỉ lễ khá đặc biệt khi Luật sử dụng lịch âm để xác định ngày cho người lao động nghỉ. Tại Việt Nam, có 02 dịp nghỉ lễ, tết mà Luật dùng lịch âm để xác định ngày nghỉ cho người lao động. Đó là vào dịp Tết Nguyên Đán và dịp lễ Giỗ Tổ Hùng Vương.